# Municipalitatea Altar, Sonora
Altar este o municipalitate din statul Sonora din Mexic. Localitatea omonimă, Altar, este reședința municipalității.